# 10G-PON
10G-PON (également connu sous le nom de XG-PON ou G.987) est une norme de réseau informatique créée en 2010 pour les liaisons de données et capable de fournir des débits d'accès Internet partagés allant jusqu'à 10 Gbit/s (gigabits par seconde) sur une fibre noire existante. Il s'agit d'une évolution de la norme GPON définie en 2003 par l'ITU-T,. La particularité de cette famille de normes est le partage de la fibre optique entre plusieurs abonnés dans un réseau de proximité appelé FTTx. Sont ainsi centralisés la plupart des équipements de télécommunications, se substituant aux lignes téléphoniques en cuivre (xDSL) qui relient les locaux au central téléphonique. L'architecture de réseau optique passif (PON) est aujourd'hui le mode d'accès favorisé par les fournisseurs d'accès à Internet dans les réseaux d'accès fibrés (ODN) grâce à ses performances et son coût réduit.
Les réseaux optiques passifs sont utilisés notamment dans les topologies de « Fibre jusqu'au domicile » (FTTH) ou de « Fibre jusqu'aux locaux » (FTTO) avec des répartiteurs qui relient chaque émetteur central à de plusieurs abonnés. Tous les utilisateurs connectés au même répartiteur PON se partagent un débit de 10 Gbit/s en descendant et 2,5 Gbit/s en montant. Des méthodes de multiplexage pour prévenir les interférences entre les trames de données. Les utilisateurs disposent dans leurs locaux d'un périphérique réseau (par exemple une box internet) qui convertit les signaux optiques en signaux utilisés par leurs terminaux : Wi-Fi, Ethernet, réseau téléphonique analogique, etc. XGS-PON est une technologie connexe qui peut fournir des vitesses montantes et descendantes symétriques allant jusqu'à 10 Gbit/s, approuvé pour la première fois en 2016 sous le nom de G.9807.1,.